# Елладий Затворник
Елладий Затворник (XII—XIII века) — инок Киево-Печерского монастыря. Святой Русской церкви, почитается в лике преподобных, память совершается (по юлианскому календарю): 4 октября и 28 сентября (Собор преподобных отцов Киево-Печерских Ближних пещер). Мощи святого хранятся не открытыми в Ближних пещерах Киево-Печерской лавры.
Сведения о жизни преподобного Елладия не сохранились. Впервые о нём упоминает «Тератургим» соборного монаха Афанасия Кальнофойского (1638 год), который называет его постником и чудотворцем. Общецерковное почитание началось после разрешения Святейшего Синода во второй половине XVIII века включать в общецерковные месяцесловы имена ряда киевских святых. В каноне преподобным отцам Ближних пещер (празднование Собору всех преподобных отцов Киево-Печерских и всех святых, в Малой России просиявших установлено в 1843 году) Елладий как чудотворец упоминается в 6-м тропаре 7-й песни.
Иконописный подлинник конца XVIII века даётся следующее указание о внешности Елладия: «Рус, аки Флор, на плечах клобук черн, обе руки у сердца накрест, риза преподобническая, испод бакан». На иконе близ мощей Елладия он изображён в тёмной мантии, клобуке с прямой седой бородой, в правой руке помещена книга.